# Осечиха
Осечиха — река в России, протекает по Ветлужскому району Нижегородской области.
Река течёт по болотистой местности вдали от населённых пунктов. По берегам реки произрастают берёзовые и сосновые леса. Устье реки находится в 20 км по левому берегу реки Прость. Длина реки составляет 14 км.

## Данные водного реестра
По данным государственного водного реестра России относится к Верхневолжскому бассейновому округу, водохозяйственный участок реки — Ветлуга от города Ветлуга и до устья, речной подбассейн реки — Волга от впадения Оки до Куйбышевского водохранилища (без бассейна Суры). Речной бассейн реки — (Верхняя) Волга до Куйбышевского водохранилища (без бассейна Оки).
Код объекта в государственном водном реестре — 08010400212110000042604.